# Ребел-Ридж
«Ребел-Ридж» (англ. Rebel Ridge) — американский триллер режиссёра Джереми Солнье по его же сценарию. Главные роли в фильме исполнили Аарон Пьер, Аннасофия Робб, Джеймс Бэдж Дэйл, Джеймс Кромвелл и Дон Джонсон.
Премьера фильма на Netflix состоялась 6 сентября 2024 года.

## Сюжет
Терри Ричмонд приехал в городок Шелби-Спрингс внести залог за своего двоюродного брата, но его сбережения были несправедливо конфискованы коррумпированной местной полицией во главе с шефом полиции Сэнди Бернном. С помощью судебного клерка Саммер Макбрайд Терри раскрывает широкомасштабный заговор в Шелби-Спрингс.

## В ролях
- Аарон Пьер — Терри Ричмонд
- Дон Джонсон — Сэнди Бернн
- Джеймс Кромвелл — судья
- Аннасофия Робб — Саммер Макбрайд
- Эмори Коэн — офицер Стив Ланн
- Жанэй Джэй — офицер Джессика Симс
- Дэвид Денман — офицер Эван Марстон

## Производство
В ноябре 2019 года Джон Бойега получил главную роль в фильме, автором сценария и режиссёром которого стал Джереми Солнье. Дон Джонсон, Эрин Доэрти, Джеймс Бэдж Дэйл, Жанэй Джэй и Джеймс Кромвелл присоединились к актёрскому составу в феврале 2020 года. В апреле 2021 года Аннасофия Робб и Эмори Коэн присоединились к актёрскому составу фильма, причём Робб заменила Доэрти.
Съёмки должны были начаться в апреле 2020 года в Луизиане, но были отложены из-за пандемии COVID-19. В итоге съёмки начались в Луизиане 3 мая 2021 года. В июне 2021 года Бойега покинул проект во время съемок по «семейным обстоятельствам». В результате съёмки были приостановлены, чтобы найти замену Бойеге. Позже стало известно, что Бойега якобы покинул проект по разным причинам, в том числе из-за недовольства сценарием и условиями проживания. Он отрицал все обвинения. В октябре на место Бойеги был приглашен Аарон Пьер, а к актёрскому составу присоединилась Жанэй Джэй. Съёмки должны были возобновиться в начале 2022 года.
В апреле 2022 года к актёрскому составу присоединился Дэвид Денман, а 25 апреля съёмки возобновились. Съёмки завершились 24 июля. В марте 2024 года Солнье сообщил о том, что фильм находится на финальной стадии пост-продакшна, а дата премьеры ещё не определена.
Премьера фильма на Netflix состоялась 6 сентября 2024 года.